# Dolichopus burnesi
Dolichopus burnesi är en tvåvingeart som beskrevs av Van Duzee 1921. Dolichopus burnesi ingår i släktet Dolichopus och familjen styltflugor. Inga underarter finns listade i Catalogue of Life.